# Sypna aspersa
Sypna aspersa là một loài bướm đêm trong họ Erebidae.